# Granat AN-M18
AN-M18 – amerykański granat dymny. Granat wytwarza kolorowy dym (w zależności od granatu – czerwony, żółty, fioletowy lub zielony) utrzymujący się w powietrzu przez 50-90 s.
Korpus granatu wykonany jest ze stali.